# Maxinquaye
Maxinquaye – debiutancki album Tricky’ego, wydany w 1995 roku. Tytuł albumu upamiętnia matkę Tricky’ego Maxine Quaye, podobno przyrodnią siostrę Finleya Quaye’a.
W 2000 roku magazyn Q umieścił album Maxinquaye na 36. miejscu listy 100 Greatest British Albums Ever. Album był nominowany do Mercury Prize i uznany za „album roku” przez magazyn NME.

## Spis utworów
1. „Overcome” (Detroit, Fahey, Tricky) – 4:28
2. „Ponderosa” (B., Martine, Tricky) – 3:30
3. „Black Steel” (Ridenhour, Sadler, Shocklee) – 5:39
4. „Hell Is Around the Corner” (Hayes, Tricky) – 3:46
5. „Pumpkin” (Tricky) – 4:30
6. „Aftermath” (Tricky) – 7:37
7. „Abbaon Fat Tracks” (Tricky) – 4:26
8. „Brand New You're Retro” (Tricky) – 2:54
9. „Suffocated Love” (Tricky) – 4:52
10. „You Don't” (Tricky) – 4:39
11. „Strugglin'” (Tricky) – 6:38
12. „Feed Me” (Tricky) – 4:02

- „Overcome”: zawiera sample z utworu „Moonchild” Shakespears Sister. Tekst jest taki sam jak w utworze „Karmacoma” Massive Attack;
- „Black Steel” to cover utworu „Black Steel in the Hour of Chaos” Public Enemy;
- „Hell Is Around the Corner”: zawiera sample z „Ike's Rap II” Isaaca Hayesa, podobnie jak inny trip-hopowy utwór, „Glory Box” Portishead;
- „Pumpkin” zawiera sample z utworu „Suffer” Thr Smashing Pumpkins z albumu Gish
- „Brand New You're Retro” sampluje „Bad” Michaela Jacksona.

## Single
W Wielkiej Brytanii album promowało sześć singli. W nawiasie podano datę wydania i najwyższą pozycję na listach sprzedaży.
- „Aftermath” (24 stycznia 1994) – #69
- „Ponderosa” (25 kwietnia 1994)
- „Overcome” (16 stycznia 1995) – #34
- „Black Steel” (3 kwietnia 1995) – #28
- The Hell E.P. („Hell Is Round the Corner”) (24 lipca 1995) – #12
- „Pumpkin” (30 października 1995) – #26

## Twórcy
- David Alvarez – art direction, design
- Howie B – kompozycje, produkcja
- Pete Briquette – bas, gitara basowa
- Cally – art direction, design
- FTV – gitara, perkusja
- Alison Goldfrapp – głos
- Martina Topley-Bird – głos
- Kevin Petrie – produkcja
- Ragga Gísla – głos
- Mark Saunders – keyboard, produkcja
- James Stevenson – gitara, gitara basowa
- Tricky – kompozycje, głos, produkcja
- Tony Wrafter – flet